# Dubai Tennis Championships and Duty Free Women's Open 2003
Dubai Tennis Championships and Dubai Duty Free Women's Open 2003 - тенісні турніри, що проходили на відкритих кортах з твердим покриттям Aviation Club Tennis Centre в Дубаї (ОАЕ). Належали до серії International Gold в рамках Туру ATP 2003, а також до серії Tier II в рамках Туру WTA 2003. Чоловічий турнір тривав з 24 лютого до 2 березня 2003 року, а жіночий - з 17 до 22 лютого 2003 року. Роджер Федерер і Жустін Енен-Арденн здобули титул в одиночному розряді.

## Фінальна частина

### Одиночний розряд, чоловіки
Роджер Федерер —  Їржі Новак 6–1, 7–6(7–2)
- Для Федерера це був 2-й титул за сезон і 10-й - за кар'єру.

### Одиночний розряд, жінки
Жустін Енен-Арденн —  Моніка Селеш 4–6, 7–6(7–4), 7–5
- It was Henin-Арденн's 1-й титул за рік і 9-й — за кар'єру.

### Парний розряд, чоловіки
Леандер Паес /  Давід Рікл —  Вейн Блек /  Кевін Ульєтт 6–3, 6–0
- Для Паеса це був 1-й титул за рік і 27-й - за кар'єру. Для Рікла це був 1-й титул за рік і 27-й - за кар'єру.

### Парний розряд, жінки
Світлана Кузнецова /  Мартіна Навратілова —  Кара Блек /  Олена Лиховцева 6–3, 7–6(9–7)
- Для Кузнецової це був 2-й титул за сезон і 7-й — за кар'єру. Для Навратілової це був 2-й титул за сезон і 343-й — за кар'єру.